# Samsung Galaxy A04
Samsung Galaxy A04 — серия Android-смартфонов производства Samsung Electronics. Об этом было объявлено 24 августа 2022 года.

## Технические характеристики

### Аппаратное обеспечение
Samsung Galaxy A04 оснащён 6,5-дюймовым ёмкостным сенсорным ЖК-экраном PLS с разрешением 720 x 1600 (~ 270 точек на дюйм). Сам телефон имеет размеры 164,4 х 76,3 х 9,1 мм (6,47 х 3,00 х 0,36 дюйма) и весит 192 грамма (6,77 унции). A04 имеет стеклянную переднюю панель и пластиковую заднюю панель и раму. Это устройство оснащено SoC MediaTek Helio P35 (14 нм) с четырёхъядерным процессором (4x2,3 ГГц Cortex-A53) и графическим процессором PowerVR GE8320. Телефон может иметь 64 ГБ встроенной памяти, а также 2 или 4 ГБ оперативной памяти. Внутреннее хранилище можно расширить с помощью карты MicroSD до 512 ГБ. В телефоне также есть разъём для наушников 3,5 мм. Он имеет несъёмный литий-ионный аккумулятор емкостью 4900 мАч.

### Камера
Samsung Galaxy A04 имеет двойную камеру, расположенную вертикально на левой стороне задней панели телефона вместе со вспышкой. Основная камера представляет собой широкоугольный объектив на 12 МП, а вторая — датчик глубины на 2 МП. Основная камера может записывать видео в разрешении 1080p при 30 кадрах в секунду. Одна фронтальная камера 5 Мп находится в вырезе.

### Программное обеспечение
Samsung Galaxy A04 поставляется с One UI 6.0 поверх Android 14.